# Фатмир Битики
Фатмир Битики (на албански: Fatmir Bytyqi; на македонска литературна норма: Фатмир Битиќи) е политик от Северна Македония, вицепремиер на Северна Македония, отговарящ за икономическите въпроси.

## Биография
Роден е на 26 октомври 1975 г. в Скопие. От 1994 до 1999 г. учи бизнес администрация в Тиранския университет. Работи в областта на управлението на проекти, свързани с развиването на сектори, държавни институции, стопански камари и компании. Бил е съветник и консултант на различни правителства, министерства и институции. От 2008 г. е експерт по достъпа и управлението на фондове на ЕС. От април 2018 г. е специален съветник на министър-председател на Северна Македония за провеждане на изследвания и анализи на политики, стратегии и теми, свързани с икономиката. Член е на Икономическия съвет на правителството на Северна Македония. От август 2019 г. е председател на Комисията по финанси на СДСМ. На 30 август 2020 г. е избран за вицепремиер на Северна Македония, отговарящ за икономическите въпроси.